# Джаша-мару
Джаша-мару — традиційна бутанська страва з подрібненої курки й овочів (найчастіше помідорів).

## Опис
Дрібно порізану курку варять у воді з рослинною олією. Потім також додають нарізані помідори, перець чилі, імбир, сіль, цибулю та часник і залишають тушкувати разом. На стіл в основному подають з коріандром, зазвичай з червоним рисом. Хоч Джаша-мару часто називають рагу, але досить велику частину його може становити курячий бульйон. Іноді можна зустріти Джаша-мару приготовану не з курки, а з яловичини.